# Categorías de áreas protegidas de la UICN

Logotipo de la UICN

Las categorías de áreas protegidas de la UICN, o las categorías de gestión de áreas protegidas de la UICN, son categorías utilizadas para clasificar las áreas protegidas en un sistema desarrollado por la Unión Internacional para la Conservación de la Naturaleza (UICN).
El reclutamiento de dichas áreas es parte de una estrategia que se está utilizando para la conservación del medio ambiente natural y la biodiversidad del mundo. La UICN ha desarrollado el sistema de categorías de gestión de áreas protegidas para definir, registrar y clasificar la amplia variedad de objetivos e inquietudes específicos al categorizar las áreas protegidas y sus objetivos. 
Este método de categorización es reconocido a escala mundial por los gobiernos nacionales y los organismos internacionales como las Naciones Unidas y el Convenio sobre la Diversidad Biológica.

## Categorías

### Categoría Ia - Reserva Natural Estricta
Una reserva natural estricta (Categoría I de la UICN) es un área que está protegida de todo uso humano excepto el ligero, con el fin de preservar las características geológicas y geomorfológicas de la región y su biodiversidad. Estas áreas son a menudo el hogar de densos ecosistemas nativos que están restringidos a toda perturbación humana fuera de los estudios científicos, el monitoreo ambiental y la educación. Debido a que estas áreas están tan estrictamente protegidas, proveen ambientes prístinos ideales por los cuales se puede medir la influencia humana externa. 
En algunos casos las reservas naturales estrictas tienen un significado espiritual para las comunidades circundantes, y las áreas también están protegidas por esta razón. La gente que practica su fe en la región tiene derecho a seguir haciéndolo, siempre que esté en consonancia con los objetivos de conservación y gestión del área. 
Los impactos humanos en las reservas naturales estrictas son cada vez más difíciles de evitar, ya que la contaminación del clima y del aire y las nuevas enfermedades emergentes amenazan con penetrar en los límites de las áreas protegidas. Si se requiere una intervención perpetua para mantener estas estrictas directrices, el área a menudo entrará en la categoría IV o V.

### Categoría Ib - Área Silvestre

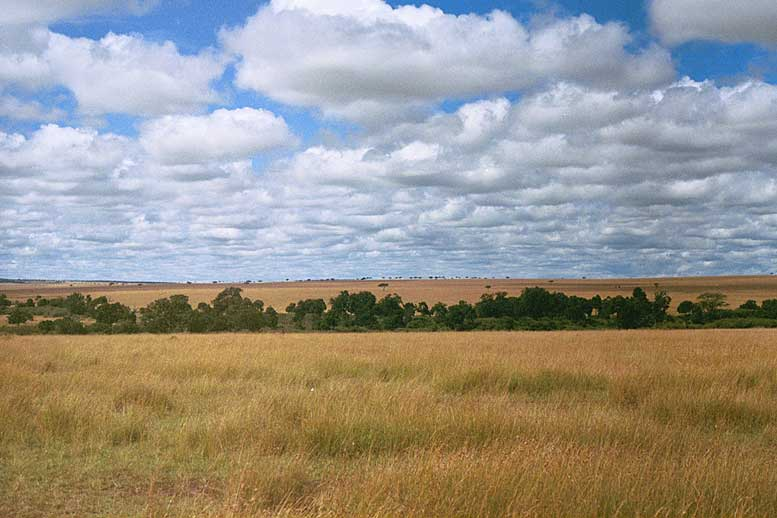
El parque nacional Serengueti, Tanzania, es un área silvestre designada

Un área silvestre (Categoría II de la UICN) es similar a una reserva natural estricta, pero generalmente más grande y protegida de forma ligeramente menos estricta. 
Estas áreas son un dominio protegido en el que se permite que la biodiversidad y los procesos del ecosistema (incluida la evolución) florezcan o experimenten la restauración si previamente han sido perturbados por la actividad humana. Son áreas que pueden amortiguar los efectos del cambio climático y proteger las especies y comunidades ecológicas amenazadas. 
Las visitas humanas se limitan al mínimo, a menudo permitiendo solo a aquellos que están dispuestos a viajar por sus propios medios (a pie, en esquí o en barco), pero esto ofrece una oportunidad única de experimentar la naturaleza salvaje que no ha sido interferida. Las áreas silvestres pueden clasificarse como tales solo si carecen de infraestructura moderna, aunque permiten la actividad humana al nivel de sostener a los grupos indígenas y sus valores culturales y espirituales dentro de sus estilos de vida basados en la naturaleza.

### Categoría II - parque nacional
Un parque nacional (Categoría II de la UICN) es similar a un área silvestre en su tamaño y en su objetivo principal de proteger los ecosistemas que funcionan. Sin embargo, los parques nacionales tienden a ser más indulgentes con las visitas humanas y su infraestructura de apoyo. Los parques nacionales se gestionan de forma que pueden contribuir a las economías locales mediante la promoción del turismo educativo y recreativo a una escala que no reducirá la eficacia de los esfuerzos de conservación. 
Las áreas circundantes de un parque nacional pueden ser de uso consuntivo o no consuntivo, pero deben actuar como una barrera para la defensa de las especies y comunidades nativas del área protegida para que puedan sostenerse a largo plazo.

### Categoría III - Monumento o característica natural
Un monumento o característica natural (Categoría III de la UICN) es un área comparativamente más pequeña que se asigna específicamente para proteger un monumento natural y sus hábitats circundantes. Estos monumentos pueden ser naturales en su sentido más amplio o incluir elementos que han sido influenciados o introducidos por el hombre. Estos últimos deberían contener asociaciones de biodiversidad o podrían clasificarse de otra manera como un sitio histórico o espiritual, aunque esta distinción puede ser bastante difícil de determinar. 
Para ser categorizada como monumento o característica natural por las directrices de la UICN, el área protegida podría incluir características geológicas o geomorfológicas naturales, características naturales con influencia cultural, sitios culturales naturales o sitios culturales con ecología asociada. La clasificación se divide en dos subcategorías: aquellas en las que la biodiversidad está relacionada de manera única con las condiciones de la característica natural y aquellas en las que los niveles actuales de biodiversidad dependen de la presencia de los sitios sagrados que han creado un ecosistema esencialmente modificado. 
Los monumentos o características naturales a menudo desempeñan un papel ecológico menor, pero clave, en las operaciones de objetivos de conservación más amplios. Tienen un alto valor cultural o espiritual que puede ser utilizado para obtener apoyo a los retos de conservación permitiendo mayores derechos de visita o de recreo, ofreciendo así un incentivo para la preservación del sitio.

### Categoría IV - Área de Manejo de Hábitat / Especies

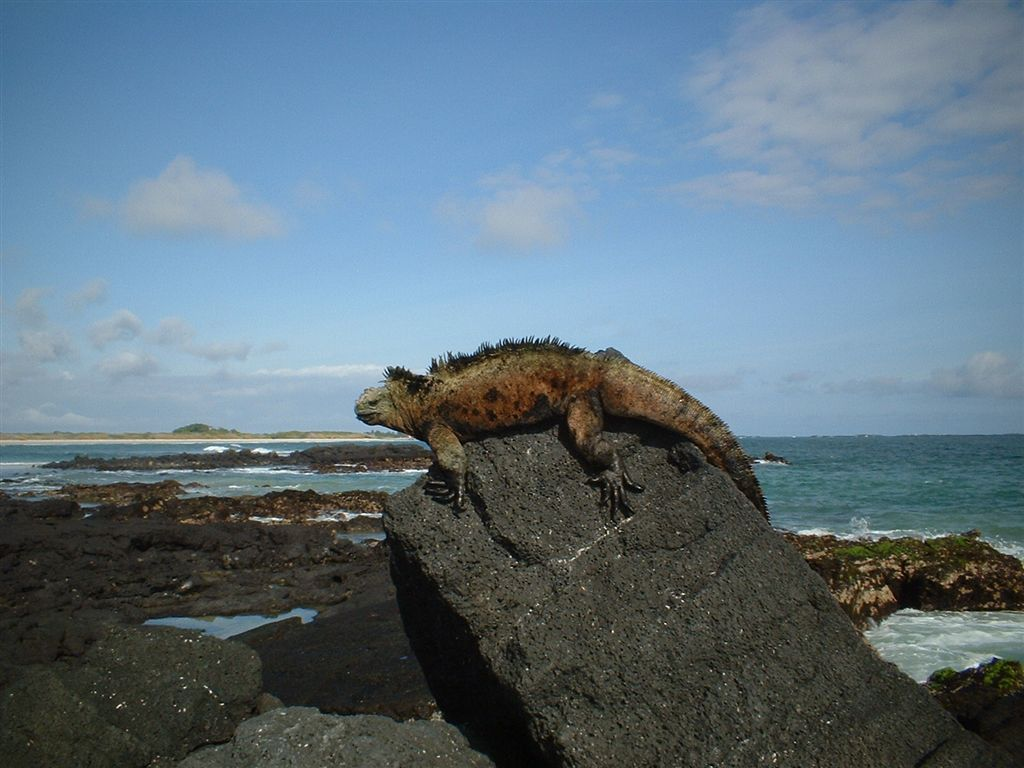
Las Islas Galápagos, en Ecuador, se administran bajo la categoría IV para preservar la flora y fauna nativa.

Un hábitat o área de gestión de especies (Categoría IV de la UICN) es similar a un monumento o característica natural, pero se centra en áreas de conservación más específicas (aunque el tamaño no es necesariamente un rasgo distintivo), como una especie o hábitat identificable que requiere protección continua en lugar de la de una característica natural. Estas áreas protegidas estarán suficientemente controladas para asegurar el mantenimiento, la conservación y la restauración de especies y hábitats particulares —posiblemente a través de medios tradicionales— y se fomenta ampliamente la educación pública de dichas áreas como parte de los objetivos de gestión. 
Las áreas de gestión de hábitats o de especies pueden existir como una fracción de un ecosistema o área protegida más amplia y pueden requerir diversos niveles de protección activa. Las medidas de gestión pueden incluir (pero no se limitan a) la prevención de la caza furtiva, la creación de hábitats artificiales, la detención de la sucesión natural y las prácticas de alimentación suplementaria.

### Categoría V - Paisaje protegido/ Marino/Área
Un paisaje terrestre o marino protegido (Categoría V de la UICN) cubre un conjunto entero de tierra o de océano con un plan de conservación natural explícito, pero normalmente también da cabida a una serie de actividades con ánimo de lucro. 
El objetivo principal es salvaguardar las regiones que han adquirido un carácter ecológico, biológico, cultural o paisajístico distinto y valioso. A diferencia de las categorías anteriores, la Categoría V permite que las comunidades circundantes interactúen más con el área, contribuyendo a la gestión sostenible de la misma y comprometiéndose con su patrimonio natural y cultural. 
Los paisajes terrestres y marítimos que caen dentro de esta categoría deberían representar un equilibrio integral entre las personas y la naturaleza y pueden sostener actividades tales como los sistemas agrícolas y forestales tradicionales en condiciones que aseguren la protección continua o la restauración ecológica del área. 
La categoría V es una de las clasificaciones más flexibles de las áreas protegidas. Como resultado, los paisajes terrestres y marinos protegidos pueden ser capaces de acomodar desarrollos contemporáneos, como el ecoturismo, y al mismo tiempo mantener las prácticas de gestión históricas que pueden procurar la sostenibilidad de la agrobiodiversidad y la biodiversidad acuática.

### Categoría VI - Área protegida con uso sostenible de los recursos naturales

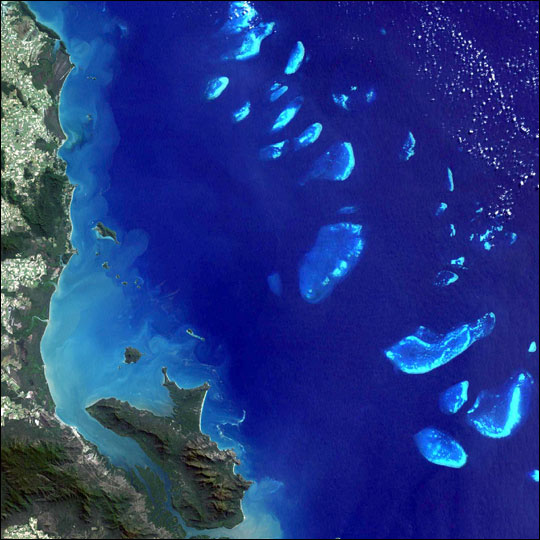
Imagen satelital del Parque Marino de la Gran Barrera de Coral, Australia

Aunque la participación humana es un factor importante en la gestión de estas áreas protegidas, no se pretende que los desarrollos permitan una producción industrial a gran escala. La UICN recomienda que una proporción de la masa terrestre permanezca en su condición natural  —una decisión que debe tomarse a nivel nacional, normalmente con una especificidad para cada área protegida. Se debe desarrollar la gobernanza para adaptar la diversa —y posiblemente creciente— gama de intereses que surgen de la producción de recursos naturales sostenibles. 
La categoría VI puede ser particularmente adecuada para áreas de gran extensión que ya tienen un bajo nivel de ocupación humana o en las que las comunidades locales y sus prácticas tradicionales han tenido poco impacto permanente en la salud ambiental de la región. Esto difiere de la categoría V en que no es el resultado de una interacción humana a largo plazo que haya tenido un efecto transformador en los ecosistemas circundantes.